# Ustad Ahmad Lahauri
Ostad Ahmad Lahouri (in persiano استاد احمد لاهوری‎; Lahore, 1580 – 1649) è stato un architetto persiano, noto per essere il progettista del celebre Taj Mahal.
Il sovrano moghul Shāh Jahān (reg. 1628-58) era un amante della scienza e della cultura e nella sua corte aveva innumerevoli artisti e scienziati che elaboravano opere soddisfacendo le sue richieste. Lahauri - noto anche come Aḥmad Meʿmar, "Aḥmad l'architetto - fu il principale architetto durante il regno del sovrano e costruì molte delle opere da lui commissionate. Tra queste il noto Taj Mahal di Agra, edificato tra il 1632 e il 1648 grazie all'apporto di circa 20.000 operai. A questa identificazione si è giunti tramite lo studio dei documenti lasciati dal figlio.